# Tetrameristaceae
Tetrameristaceae is een botanische naam, voor een familie van tweezaadlobbige planten. Een familie onder deze naam wordt de laatste decennia algemeen erkend door systemen voor plantentaxonomie, en ook door het APG-systeem (1998) en het APG II-systeem (2003).
APG II staat twee mogelijke omschrijvingen toe:
- in enge zin, sensu stricto
- in brede zin, sensu lato: inclusief de planten die anders de familie Pellicieraceae vormen.

De Angiosperm Phylogeny Website [16 november 2007] gaat uit van de familie in brede zin. Ongeacht de omschrijving gaat het om een heel kleine familie van altijdgroene bomen (en struiken).
In het Cronquist systeem (1981) is de plaatsing in een orde Theales.